# Petelinje (gmina Dol pri Ljubljani)
Petelinje – wieś w Słowenii, w gminie Dol pri Ljubljani. W 2018 roku liczyła 86 mieszkańców.